# Anse (Roine)
Anse és un municipi francès situat al departament del Roine i a la regió d'Alvèrnia-Roine-Alps. L'any 2007 tenia 5.033 habitants.

## Demografia

### Població
El 2007 la població de fet d'Anse era de 5.033 persones. Hi havia 1.868 famílies de les quals 462 eren unipersonals (202 homes vivint sols i 260 dones vivint soles), 576 parelles sense fills, 700 parelles amb fills i 130 famílies monoparentals amb fills.
La població ha evolucionat segons el següent gràfic:
Habitants censats

### Habitatges
El 2007 hi havia 2.020 habitatges, 1.903 eren l'habitatge principal de la família, 26 eren segones residències i 90 estaven desocupats. 1.394 eren cases i 621 eren apartaments. Dels 1.903 habitatges principals, 1.142 estaven ocupats pels seus propietaris, 695 estaven llogats i ocupats pels llogaters i 66 estaven cedits a títol gratuït; 50 tenien una cambra, 135 en tenien dues, 347 en tenien tres, 553 en tenien quatre i 818 en tenien cinc o més. 1.287 habitatges disposaven pel capbaix d'una plaça de pàrquing. A 847 habitatges hi havia un automòbil i a 841 n'hi havia dos o més.

### Piràmide de població
La piràmide de població per edats i sexe el 2009 era:
| Homes | Edats   | Dones |
| ----- | ------- | ----- |
| 4     | 95 o +  | 0     |
| 8     | 90 a 94 | 16    |
| 36    | 85 a 89 | 40    |
| 12    | 80 a 84 | 24    |
| 32    | 75 a 79 | 72    |
| 116   | 70 a 74 | 132   |
| 124   | 65 a 69 | 136   |
| 88    | 60 a 64 | 96    |
| 128   | 55 a 59 | 120   |
| 216   | 50 a 54 | 176   |
| 176   | 45 a 49 | 200   |
| 160   | 40 a 44 | 160   |
| 152   | 35 a 39 | 176   |
| 176   | 30 a 34 | 116   |
| 160   | 25 a 29 | 172   |
| 140   | 20 a 24 | 124   |
| 260   | 15 a 19 | 140   |
| 160   | 10 a 14 | 188   |
| 164   | 5 a 9   | 140   |
| 140   | 0 a 4   | 96    |

## Economia
El 2007 la població en edat de treballar era de 3.214 persones, 2.362 eren actives i 852 eren inactives. De les 2.362 persones actives 2.185 estaven ocupades (1.165 homes i 1.020 dones) i 177 estaven aturades (69 homes i 108 dones). De les 852 persones inactives 251 estaven jubilades, 274 estaven estudiant i 327 estaven classificades com a «altres inactius».

### Ingressos
El 2009 a Anse hi havia 2.156 unitats fiscals que integraven 5.522 persones, la mediana anual d'ingressos fiscals per persona era de 20.084 €.

### Activitats econòmiques
Dels 349 establiments que hi havia el 2007, 7 eren d'empreses extractives, 9 d'empreses alimentàries, 5 d'empreses de fabricació de material elèctric, 21 d'empreses de fabricació d'altres productes industrials, 39 d'empreses de construcció, 77 d'empreses de comerç i reparació d'automòbils, 10 d'empreses de transport, 18 d'empreses d'hostatgeria i restauració, 7 d'empreses d'informació i comunicació, 12 d'empreses financeres, 19 d'empreses immobiliàries, 51 d'empreses de serveis, 54 d'entitats de l'administració pública i 20 d'empreses classificades com a «altres activitats de serveis».
Dels 82 establiments de servei als particulars que hi havia el 2009, 1 era una gendarmeria, 1 oficina de correu, 3 oficines bancàries, 9 tallers de reparació d'automòbils i de material agrícola, 1 taller d'inspecció tècnica de vehicles, 1 establiment de lloguer de cotxes, 2 autoescoles, 6 paletes, 8 guixaires pintors, 5 fusteries, 5 lampisteries, 2 electricistes, 8 perruqueries, 2 veterinaris, 2 agències de treball temporal, 13 restaurants, 7 agències immobiliàries, 2 tintoreries i 4 salons de bellesa.
Dels 28 establiments comercials que hi havia el 2009, 2 eren supermercats, 1 una botiga de menys de 120 m², 5 fleques, 2 carnisseries, 1 una llibreria, 2 botigues de roba, 2 botigues d'equipament de la llar, 1 una botiga d'electrodomèstics, 3 botigues de mobles, 3 botigues de material esportiu, 1 un drogueria, 1 una perfumeria, 1 una joieria i 3 floristeries.
L'any 2000 a Anse hi havia 38 explotacions agrícoles que ocupaven un total de 400 hectàrees.

## Equipaments sanitaris i escolars
Els 2 equipaments sanitaris que hi havia el 2009 eren farmàcies.
El 2009 hi havia 1 escola maternal i 3 escoles elementals. Anse disposava d'un col·legi d'educació secundària amb 557 alumnes.

## Poblacions més properes
El següent diagrama mostra les poblacions més properes.